# Принц Вэлиант (комикс)
«Prince Valiant in the Days of King Arthur» (с англ. — «Принц Вэлиант во временах Короля Артура»), или просто «Prince Valiant» — комикс, созданный Хэлом Фостером в 1937 году. Продолжает выходить по сей день, и общая продолжительность сюжета составляет уже более 3700 воскресных выпусков. В настоящее время, согласно компани King Features Syndicate, занимающейся распространением комикса, очередные выпуски печатаются еженедельно более чем в 300 американских газетах.
Король Великобритании Эдуард VIII назвал «Prince Valiant» «величайшим вкладом в английскую литературу за последние сто лет». Исследователи комиксов отмечали реалистичную отрисовку общих планов и умный, иногда ироничный стиль повествования «Принца». В комиксе не используются выноски — вместо этого как реплики персонажей, так и комментарии «от автора» размещаются по бокам рисунков или снизу от них. Описываемые события происходят в различные периоды истории, от времён заката Римской империи до Высокого Средневековья, встречаются также короткие сцены из нашего времени (в виде «комментариев к рукописи»).
До создания «Принца Вэлианта» Фостер уже рисовал стрип о Тарзане, но ему хотелось создать свой собственный проект, и он начал работу над комиксом, который он назвал «Дерек, сын Тана». Позже название изменилось на «Принц Арн». В конце концов менеджер King Features Джозеф Коннелли переименовал комикс в «Prince Valiant». В 1936 году Фостер предложил идею комикса медиа-магнату Уильяму Херсту, который давно уже хотел издавать стрип от Фостера. Идея понравилась Херсту, и он полностью передал Фостеру управление проектом.
Первый выпуск комикса вышел в цветных секциях субботних таблоидов от 13 февраля 1937 года. С 16-го номера, вышедшего в воскресном выпуске «New Orleans Times Picayune», и далее стрип занимал целую страницу. Последний полностраничный выпуск вышел в 1971 году (№ 1788), и это был последний выпуск, нарисованный самим Фостером. Современные выпуски занимают половину страницы, а работу над проектом продолжают другие художники (Джон Каллен Мерфи, Каллен Мерфи, Мейрид Мерфи, Грей Морроу, Уолли Вуд, Гэри Джанни и Марк Шульц).

## Персонажи и сюжет

«Принц Вэлиант», 26 февраля 1950 года

Действие комикса происходит во вселенной легенд о короле Артуре. Вэлиант — скандинавский принц из далёкого Туле, что на восточном берегу Норвегии, по соседству с Тронхеймом. В начале сюжета Вэлиант прибывает в Камелот, где завязывается его дружба с сэром Гавейном и сэром Тристрамом. Добившись уважения Артура и Мерлина, Вэлиант становится рыцарем Круглого Стола. На средиземноморском острове он встречает свою любовь и будущую жену, королеву Туманных Островов Алету. При помощи своего волшебного меча Фламберга, созданного тем же мастером, что выковал Эскалибур, Вэлиант сражается с гуннами. Позже принц попадает в Африку и Америку и помогает своему отцу вернуть утраченный трон в Туле, захваченный тираном Слигоном.
В первых выпусках комикса Вэлиант — пятилетний ребёнок — вместе со своим отцом, свергнутым королём Туле Агуаром, путешествует по диким британским землям Фенса. Здесь принц встречает ведьму Хоррит, которая предсказывает ему жизнь, полную приключений, особо отмечая, что вскоре он переживёт горе. Вернувшись домой, Вэлиант узнаёт о смерти матери. Вскоре после этого последовали встречи с Гавейном, всевозможными гигантскими существами и славой Камелота, как о том рассказывает Стив Донохью:
Вначале, в первые месяцы существования «Принца Вэлианта» артуровскую Англию Фостера легко было спутать с Киммерией из «Конана-варвара»: и та, и другая изобиловали монстрами. Ребёнком Вэлиант сражается с «драконом», очень похожим на плезиозавра, и стреляет из лука в болотную черепаху размером с ресурфейсер. Но позже, несколько выпусков спустя, эта особенность каким-то образом влилась в основную историю. Когда Вэлиант спасает своего нового друга сэра Гавейна от рыцаря-грабителя и Гавейн решает отвезти злодея в Камелот, на суд к Артуру, на всю компанию внезапно нападает новое чудище. Только на этот раз это огромный крокодил, обитающий в солёной воде! Когда героям совместными усилиями удаётся убить монстра, Гавейн всё же заявляет, что Вэлиант должен пройти ещё одно испытание. Взбешённый принц высказывает своё недовольство великому Артуру, Гиневре и могущественному волшебнику Мерлину. Так начинается карьера Вэлианта в Камелоте. Принц становится оруженосцем Гавейна и сопровождает его в путешествии, во время которого Гавейн попадает в плен, а Вэлиант, используя смекалку, освобождает своего наставника, не переставая при этом улыбаться. Во время путешествия Гавейн оказывается серьёзно ранен, и крупный рисунок, на котором принц наконец привозит его в Камелот, становится первым из «фирменных» финалов Фостера.
Вэлиант получил свой волшебный Поющий меч в 1938 году. Первоначальным владельцем меча был принц Арн из Орда, соперничавший с Вэлиантом из-за девы Илены. Соперникам пришлось примириться, когда по пути в Орд Илена была похищена викингами. Арн дал Вэлианту Поющий меч, чтобы тот мог сдержать их преследователей, а сам поехал вперёд, освобождать Илену. В конце концов два принца обнаружили, что Илена погибла во время кораблекрушения. Арн не принял Поющий меч назад, и они с Вэлиантом расстались друзьями. В более поздних выпусках упоминается, что Поющий меч и Эскалибур короля Артура сделаны одним и тем же мастером.
В 1939 году Вэлиант был посвящён в рыцари королём Артуром, а в следующем году помог отцу вернуть утраченный трон Туле. Путешествуя по Британии, Европе и Святой земле, Вэлиант сражался с готами, гуннами и саксами. В 1946 году, вскоре после свадьбы Вэлианта и Алеты, молодую жену похищает викинг Ульфран. В погоне за ним Вэлиант посещает Шетландские острова, Фарерские острова, Исландию, Гренландию, Ньюфаундленд и реку Святого Лаврентия. В конце концов принц оказывается у Ниагарского водопада — за тысячу лет до Колумба. Победив Ульфрана, Вэлиант воссоединяется с Алетой, и супруги проводят зиму среди дружелюбных индейцев.

## История и миф
Первоначально исторические и мифологические элементы «Принца» беспорядочно переплетались, но вскоре Фостер попытался привести их в порядок. Некоторые детали сюжета относятся к пятому столетию нашей эры, как например смерть Аттилы в 453 году и разграбление Рима Гейзерихом в 455, свидетелями которого становятся Вэлиант и Алета. Убийство Флавия Аэция, изображённое в комиксе, отличается от случившегося в действительности: в преступлении обвиняют Вэлианта и Гавейна, и им приходится бежать.
В первые годы существования комикса в нём присутствовали относительно фантастические элементы вроде «болотных чудовищ» (существ, похожих на динозавров), но позже они исчезли, как и использование Мерлином и Морганой волшебства, так что к 1942 году сюжет стал более реалистичным.
Хотя действие происходит в пятом веке, Фостер вводит в сюжет множество анахронистических элементов: драккары викингов, мусульман, алхимиков и технологические новшества, которые появятся только в эпоху Возрождения. Замки, вооружение и броня, показанные в комиксе, относятся скорее к эпохе Высокого Средневековья.

## Награды
За работу над комиксом Хэл Фостер получил в 1952 году премию «Silver Lady», за ней последовала «Reuben Award» от американского Национального общества карикатуристов (1957) и их же «Story Comic Strip Award» (1964), «Special Features Award» (вручалась дважды, в 1966 и 1967 годах), премия «Gold Key» в 1977 и «Elzie Segar Award» в 1978 году. В 1996 году Фостер был включен в Зал славы Уилла Эйснера, а в 2005 году — в Зал славы канадских создателей комиксов имени Джо Шустера. В 2006 году Фостер вошёл в Зал славы Общества художников-иллюстраторов, а в возрасте 73 лет стал членом Британского королевского общества искусств — честь, выпавшая немногим американцам.
Мерфи получал «Story Comic Strip Award» в 1971, 1974, 1976, 1978, 1984 и 1987 годах.
«Принц Вэлиант» вошёл в число 20 комиксов, ставших основой для серии памятных почтовых марок, выпущенной в 1995 году.

## Переиздания

Издание Fantagraphics Books 2010 года

- Издательство «Hastings House» в 1950-х выпустило 7 книг в твёрдой обложке, посвящённых приключениям принца. Иллюстрации в книгах принадлежали Фостеру, но текст переработал и упростил Макс Трелл (последние три книги — Джеймс Флауэрс). Эта же книжная серия была переиздана в Германии под названием «Prinz Eisenherz» (Принц Железное Сердце), а позже вышли ещё пять томов немецкого издания.
- Издательство «Nostalgia Press» совместно с King Features выпустило четыре перепечатки комиксов. Некоторые рисунки в этих изданиях напечатаны на розовом или пурпурном фоне.
- Издательство «Manuscript Press» выпустило под названием «Prince Valiant: An American Epic» три сборника, содержащие выпуски первых трёх лет существования комикса с их первоначальными цветами и размером страницы. Та же коллекция выходила и в одном томе, однако ограниченным тиражом в 26 экземпляров. ISBN 0-936414-09-X
- Издательство Fantagraphics выпустило полную коллекцию комиксов Фостера и Мерфи в мягкой обложке (50 частей).
- «Andrews McMeel» выпустила единственное на данный момент собрание новых (с 21 ноября 2004 по 11 мая 2008 года) выпусков комикса, созданных Марком Шульцем и Гэри Джанни, под общим названием «Prince Valiant — Far from Camelot».
- Издательство «Editions Zenda» выпустило французскую перепечатку всех стрипов, созданных Фостером, в твёрдой зелёной обложке с тиснением и суперобложкой. В каждый том вошли выпуски, выходившие в течение двух лет. В переиздании сохранены исходные цвета, однако текст заменён на печатный.
- «Prince Valiant» часто входил в состав книг комиксов. «Feature Book» № 26 содержит большую часть комиксов о Принце, вышедших в первый год. Это единственная книга комиксов, обложку для которой нарисовал Хэл Фостер. Многие из стрипов Фостера выходили на страницах «Ace Comics» и «King Comics». Отпечатанные в четыре цвета книги серии «Prince Valiant» от издательства «Dell Comics» (№ 567, 650, 699, 719, 788, 848, 900) не являются переизданиями. Их создатель — художник Боб Фуджи, автор текста неизвестен. В 1973 году вышла книга «Prince Valiant» с рисунками Фостера и упрощённым текстом, предназначенным для обучения детей чтению.
- «Prince Valiant Vol. 1: 1937—1938» и «Prince Valiant Vol. 2: 1939—1940». Издательство «Fantagraphics», 2010. Том 1: 978-1-60699-141-1, том 2: 978-1-60699-348-4.
- Издательство "ZANGAVAR" выпустило в 2014 году собрание комиксов "Принц Вэлиант во времена  короля Артура" том I:1937-1938 в переводе на русский язык. Перевод с английского В.С.Кулагина-Ярцева.

## Адаптации для телевидения и кино
- «Prince Valiant» — цветной художественный фильм 1954 года производства студии 20th Century Fox (США). Режиссёр Генри Хатауэй, в ролях: Джеймс Мэйсон, Роберт Вагнер (в заглавной роли), Джанет Ли, Стерлинг Хэйден. По мотивам фильма была выпущена книга комиксов.
- «Легенда о принце Вэлианте» (англ. The Legend of Prince Valiant) — американский анимационный телесериал 1991 года. В США транслировался на канале Family Channel, в Британии — CBBC. Также выходил на DVD.[7]
- «Принц Вэлиант» — художественный фильм 1997 года, совместное производство Великобритании, Германии и Ирландии. Музыку к фильму, созданную Дэвидом Берже, выпустил отдельным диском лейбл Perseverance Records (20 февраля 2003 года).

## Другое
- Издательство «Treasure Books» выпустила две пластинки, посвящённых приключениям Вэлианта (в 1947 и 1968 годах), а также три раскраски и небольшую книгу для детей с цветными рисунками Фостера (1954).
- Marvel Comics выпустила в 1990-х мини-сериал (из четырёх частей), названный «Prince Valiant».
- В 1989 компания Chaosium выпустила настольную ролевую игру по мотивам комиксов.[8][9] В 1999 году журнал «Pyramid» назвал «Prince Valiant Role-playing Game» одной из «самых недооценённых игр тысячелетия».[10]
- В телесериале «Мерлин» есть рыцарь по имени Вэлиант, которого играет Уилл Меллор.
- В пародийной комедии «Космические яйца» один из героев носит имя «принц Валиум», что является гибридом имени принца Вэлианта и названия седативного лекарства валиум.